# Zinaïda Turtxinà
Zinaïda Turtxinà (en ucraïnès: Зінаїда Турчина) (Kíiv, 17 de maig de 1946) és una jugadora d'handbol ucraïnesa, ja retirada, guanyadora de tres medalles olímpiques.

## Biografia
Va néixer el 17 de maig de 1946 a la ciutat de Kíev, població que aquells moments formava part de la República Socialista Soviètica d'Ucraïna (Unió Soviètica) i que avui en dia és la capital d'Ucraïna.
Pels seus èxits esportius fou guardonada amb l'Orde de la Bandera Roja del Treball i l'Orde de la Insígnia d'Honor.

## Carrera esportiva
Va participar, als 30 anys, en els Jocs Olímpics d'Estiu de 1976 realitzats a Mont-real (Canadà), on va aconseguir guanyar la medalla d'or en la competició olímpica femenina d'handbol, un metall que aconseguí revalidar en els Jocs Olímpics d'Estiu de 1980 realitzats a Moscou (Unió Soviètica). Absent dels Jocs Olímpics d'estiu de 1984 realitzats a Los Angeles (Estats Units) a conseqüència del boicot polític organitzat pel seu país, va participar, als 42 anys, en els Jocs Olímpics d'Estiu de 1988 celebrats a Seül (Corea del Sud), on va aconseguir guanyar la medalla de bronze.
Al llarg de la seva carrera va ser campiona del món els anys 1982 i 1986, medalla de plata els anys 1975 i 1978 i medalla de bronze l'any 1973. L'any 2000, un jurat d'experts de la Federació Internacional d'Handbol la va nomenar "la millor jugadora d'handbol femení del segle".
Després de la seva carrera activa, es va convertir en l'entrenadora de la selecció nacional de Kíev i Ucraïna, el 1996 es va retirar de l'entrenament, però va romandre a la direcció de l'Spartak.